# Comuna Dolîneanî, Horodok
Dolîneanî (în ucraineană Долиняни) este o comună în raionul Horodok, regiunea Liov, Ucraina, formată din satele Dolîneanî (reședința), Hodvîșnea și Vovciuhî.

## Demografie
Componența lingvistică a comunei Dolîneanî
     Ucraineană (99,81%)
     Alte limbi (0,12%)
Conform recensământului din 2001, majoritatea populației comunei Dolîneanî era vorbitoare de ucraineană (99,81%), existând în minoritate și vorbitori de alte limbi.